# دقناش وردي الصدر
دقناش وردي الصدر (الاسم العلمي: Rhodophoneus  cruentus) (بالإنجليزية: Rosy-patched Bushshrike)‏ هو طائر ينتمي إلى دقناش الشجر(فصيلة: Malaconotidae).